# Parafia Opieki Matki Bożej i św. Aleksandra Newskiego w Biarritz
Parafia Opieki Matki Bożej i św. Aleksandra Newskiego – parafia w dekanacie Francji południowo-zachodniej Arcybiskupstwa Zachodnioeuropejskich Parafii Tradycji Rosyjskiej Patriarchatu Moskiewskiego. Jedna z dwóch parafii prawosławnych w Biarritz.
Parafia w Biarritz należy do najstarszych placówek duszpasterskich założonych we Francji przez Rosyjską Cerkiew Prawosławną. Powstała w 1892 na potrzeby rosyjskich kuracjuszy i turystów przybywających w letnim sezonie do Biarritz. Jej świątynią była cerkiew Opieki Matki Bożej i św. Aleksandra Newskiego w Biarritz.
W pierwotnym kształcie działała do 1931, kiedy razem z innymi parafiami Zachodnioeuropejskiego Egzarchatu Rosyjskiego Kościoła Prawosławnego przeszła, z inicjatywy jego zwierzchnika metropolity Eulogiusza, pod jurysdykcję patriarchy Konstantynopola.
W 2004 rada parafialna ogłosiła chęć powrotu pod jurysdykcję patriarchy Moskwy, Rosyjski Kościół Prawosławny przyjął parafię. Po zmianie proboszcza nowy opiekun parafii był jednak przeciwnikiem kanonicznej przynależności do tego Kościoła i wystąpił do sądu o podział parafii i oddanie budynku cerkwi tej jej części, która opowie się za zachowaniem kilkudziesięcioletniego związku z Konstantynopolem. Sąd w Bajonnie przychylił się do prośby kapłana w postanowieniu z grudnia 2005. Od tej pory w Biarritz działają dwie parafie, przy czym to parafia będąca do czasu likwidacji Zachodnioeuropejskiego Egzarchatu Parafii Rosyjskich w jurysdykcji Patriarchatu Konstantynopola dysponuje wolno stojącą cerkwią z 1892. Parafia w eparchii chersoneskiej Patriarchatu Moskiewskiego, która dla odróżnienia usunęła z wezwania św. Aleksandra Newskiego, działa w pomieszczeniu w hotelu Amatcho et Anton przy autostradzie do Bajonna.
Po likwidacji Zachodnioeuropejskiego Egzarchatu Parafii Rosyjskich (2018), parafia przeszła pod jurysdykcję utworzonego w 2019 r. Arcybiskupstwa Zachodnioeuropejskich Parafii Tradycji Rosyjskiej, podlegającego Patriarchatowi Moskiewskiemu.
Nabożeństwa są celebrowane w języku cerkiewnosłowiańskim.
Proboszczem jest ks. Georges Ashkov.